# Konfuciusz Intézet
A Konfuciusz Intézetek olyan nonprofit intézmények, melyek a kínai nyelv és kultúra megismertetésével foglalkoznak a világ különböző országaiban. Létrehozásukat és működésüket a Kínai Népköztársaság támogatja.

## Célja
A Konfuciusz Intézetek (孔子学院, pinjin: Kongci Hszüejüan (Kǒngzǐ Xuéyuàn)) hálózatát a Kínai Népköztársaság hozza létre a befogadó országokkal közösen. Az intézmények közvetlen célja a kínai nyelv és kultúra népszerűsítése és terjesztése a világban, a kínai nyelvoktatás támogatása, a kulturális kapcsolatok fejlesztése. Hosszú távon a Konfuciusz Intézetek létrehozása és támogatása az egyik eleme azon kínai politikának, melynek célja Kína integrálása a világba, Kína és a külvilág kapcsolatainak fejlesztése, az 5000 éves kínai kultúra globális megismertetése, egy Kínát szerető és ismerő réteg kialakítása, s ezáltal a Kínát és a világot összefűző kulturális és gazdasági kapcsolatok szorosabbra fűzése.
A Konfuciusz Intézetek mintaképeként olyan nemzetközi hálózatok szolgálnak, mint a Goethe Intézet, a British Council, a Francia Intézet és más hasonló intézmények. Az intézetek névadója a Kr. e. 6–5. században élt kínai bölcs, Konfuciusz, akinek tanai a mai napig nagyban meghatározzák a kelet-ázsiai gondolkodás sok területét.

## Szervezeti felépítése
A Konfuciusz Intézetek központja Pekingben működik, felettes szerve a kínai oktatási minisztérium alá tartozó Országos Kínai Nyelvoktatási Tanács (Guojia Duiwai Hanyu Jiaoxue Lingdao Xiaozu Bangongshi, elterjedt rövidítéssel: Hanban). Az Intézetek egy-egy külföldi felsőoktatási intézmény vagy egyéb oktatási-kulturális intézet, illetve egy hasonló kínai partnerintézmény együttműködésével jönnek létre, s ehhez az együttműködéshez kell elnyerniük a Hanban jóváhagyását és támogatását.
A Konfuciusz Intézetek csak rövid múltra tekintenek vissza: az első kísérleti intézmény megnyitásáról 2004 júniusában írtak alá szándéknyilatkozatot az üzbegisztáni Taskentben, majd az első hivatalos Konfuciusz Intézetet 2004. november 21-én avatták fel Szöulban. A kínai kormány az Intézetek hálózatának kiépítését központi kérdésként kezeli, így 2004 óta – jelentős kínai anyagi és politikai támogatással – sorra jönnek létre világszerte a Konfuciusz Intézetek.
2013-ban 327 Konfuciusz Intézet működött a világ 93 országában, és már 100 millió ember tanulta a kínait, mint idegen nyelvet szerte a világban. 2020-ra 1000 Intézet alapítását tűzték ki célul.

## Intézetek Magyarországon
Az első intézetet 2006-ban hozták létre Budapesten, az ELTE-n. 2013-ban elnyerték az év Konfuciusz Intézete címet.
A második intézetet 2012-ben alapították a Szegedi Tudományegyetemen.
Harmadikként a Miskolci Egyetemen nyílt Konfuciusz Intézet. Az ország negyedik intézete 2015-ben nyílt meg a Pécsi Tudományegyetemen, ahol kínai orvoslást is tanulhatnak a hallgatók.

## Intézetek a világban

### Amerikai Egyesült Államok
- Chicago Public Schools
- China Institute
- Michigan State University
- Palm Beach County School District, Boca Raton, Florida
- San Francisco State University Archiválva 2019. április 16-i dátummal a Wayback Machine-ben
- University of Hawaii
- University of Iowa
- University of Kansas Archiválva 2006. december 7-i dátummal a Wayback Machine-ben
- University of Maryland
- University of Massachusetts
- University of Oklahoma Archiválva 2007. december 14-i dátummal a Wayback Machine-ben
- University of Texas

### Ausztrália
- University of Western Australia

### Fülöp-szigetek
- Ateneo de Manila University

### Japán
- Aichi University
- Hokuriku University
- Obirin University
- Ritsumeikan University
- Ritsumeikan Asia Pacific University
- Sapporo University

### Kanada
- British Columbia Institute of Technology

### Mexikó
- Huaxia Chinese Culture College Archiválva 2019. augusztus 2-i dátummal a Wayback Machine-ben

### Nagy-Britannia
- London School of Economics Archiválva 2008. június 16-i dátummal a Wayback Machine-ben

### Németország
- Free University of Berlin
- Friedrich-Alexander-University of Erlangen-Nurenberg Archiválva 2007. január 6-i dátummal a Wayback Machine-ben

### Svédország
- Stockholm University

### Szingapúr
- Nanyang Technological University

### Új-Zéland
- University of Auckland

## Külső hivatkozások
- Országos Kínai Nyelvoktatási Tanács (Hanban)